# Équipe du Canada féminine de hockey sur glace
Cet article traite de l'équipe féminine. Pour l'équipe masculine, voir Équipe du Canada de hockey sur glace.
L'équipe du Canada féminine de hockey sur glace est la sélection nationale du Canada regroupant les meilleures joueuses canadiennes de hockey sur glace féminin lors des compétitions internationales. Elle est sous la tutelle de Hockey Canada. Le Canada est classé 2e sur 42 équipes au classement IIHF 2021 .

## Effectif
| No    | Nom                     | Position   | Club                                |
| ----- | ----------------------- | ---------- | ----------------------------------- |
| +003, | Jocelyne Larocque       | Défenseuse | PWHPA Toronto                       |
| +006, | Rebecca Johnston        | Attaquante | PWHPA Calgary                       |
| +007, | Laura Stacey            | Attaquante | PWHPA Montréal                      |
| +010, | Sarah Fillier           | Attaquante | Tigers de Princeton (NCAA)          |
| +011, | Jillian Saulnier        | Attaquante | PWHPA Montréal                      |
| +014, | Renata Fast             | Défenseuse | PWHPA Toronto                       |
| +015, | Mélodie Daoust          | Attaquante | PWHPA Montréal                      |
| +017, | Ella Shelton            | Défenseuse | PWHPA Toronto                       |
| +019, | Brianne Jenner - A      | Attaquante | PWHPA Toronto                       |
| +020, | Sarah Nurse             | Attaquante | PWHPA Toronto                       |
| +021, | Ashton Bell             | Défenseuse | Bulldogs de Minnesota-Duluth (NCAA) |
| +023, | Erin Ambrose            | Défenseuse | PWHPA Toronto                       |
| +024, | Natalie Spooner         | Attaquante | PWHPA Toronto                       |
| +026, | Emily Clark             | Attaquante | PWHPA Montréal                      |
| +027, | Emma Maltais            | Attaquante | Buckeyes d'Ohio State (NCAA)        |
| +028, | Micah Zandee-Hart       | Défenseuse | PWHPA Calgary                       |
| +029, | Marie-Philip Poulin - C | Attaquante | PWHPA Montréal                      |
| +032, | Ann-Renée Desbiens      | Gardienne  | PWHPA Montréal                      |
| +038, | Emerance Maschmeyer     | Gardienne  | PWHPA Montréal                      |
| +040, | Blayre Turnbull - A     | Attaquante | PWHPA Calgary                       |
| +042, | Claire Thompson         | Défenseuse | PWHPA Toronto                       |
| +047, | Jamie Lee Rattray       | Attaquante | PWHPA Toronto                       |
| +050, | Kristen Campbell        | Gardienne  | PWHPA Clagary                       |

## Entraîneurs
| Période   | Nom des entraîneurs | Nationalité |
| --------- | ------------------- | ----------- |
| 1990      | Dave McMaster       | Canada      |
| 1992      | Rick Polutnik       | Canada      |
| 1994      | Les Lawton          | Canada      |
| 1997-1998 | Shannon Miller      | Canada      |
| 1999      | Danièle Sauvageau   | Canada      |
| 2000      | Melody Davidson     | Canada      |
| 2001-2002 | Danièle Sauvageau   | Canada      |
| 2004      | Karen Hughes        | Canada      |
| 2005-2007 | Melody Davidson     | Canada      |
| 2008      | Peter Smith         | Canada      |

| Période   | Nom des entraîneurs | Nationalité |
| --------- | ------------------- | ----------- |
| 2009-2010 | Melody Davidson     | Canada      |
| 2011      | Ryan Walter         | Canada      |
| 2012-2013 | Dan Church          | Canada      |
| 2014      | Kevin Dineen        | Canada      |
| 2015      | Doug Derraugh       | Canada      |
| 2015-2018 | Laura Schuler       | Canada      |
| 2019      | Perry Pearn         | Canada      |
| 2021      | Troy Ryan           | Canada      |

## Résultats

### Jeux olympiques
- 1998 -  Médaille d'argent
- 2002 -  Médaille d'or
- 2006 -  Médaille d'or
- 2010 -  Médaille d'or
- 2014 -  Médaille d'or
- 2018 -  Médaille d'argent
- 2022 -  Médaille d'or

### Championnats du monde
- 1990 —  Championnes
- 1992 —  Championnes
- 1994 —  Championnes
- 1997 —  Championnes
- 1999 —  Championnes
- 2000 —  Championnes
- 2001 —  Championnes
- 2003 — Division élite annulée
- 2004 —  Championnes
- 2005 —  Deuxième
- 2007 —  Championnes
- 2008 —  Deuxième
- 2009 —  Deuxième
- 2011 —  Deuxième
- 2012 —  Championnes
- 2013 —  Deuxième
- 2014 — Division élite non disputée
- 2015 —  Deuxième
- 2016 —  Deuxième
- 2017 —  Deuxième
- 2018 — Division élite non disputée
- 2019 —  Troisième
- 2020 — Pas de compétition en raison de la pandémie de coronavirus[18]
- 2021 —  Championnes
- 2022 —  Championnes
- 2023 —  Deuxième
- 2024 —  Championnes

### Coupe des quatre nations
- 1996 —  Premier
- 1997 —  Deuxième
- 1998 —  Premier
- 1999 —  Premier
- 2000 —  Premier
- 2001 —  Premier
- 2002 —  Premier
- 2003 —  Deuxième
- 2004 —  Premier
- 2005 —  Premier
- 2006 —  Premier
- 2007 —  Premier
- 2008 —  Deuxième
- 2009 —  Premier
- 2010 —  Premier
- 2011 —  Deuxième
- 2012 —  Deuxième
- 2013 —  Premier
- 2014 —  Premier
- 2015 —  Deuxième
- 2016 —  Deuxième
- 2017 —  Deuxième
- 2018 —  Deuxième
- 2019 — Annulée du fait d'un conflit avec l'organisation
- 2020 —  Annulée du fait de la pandémie de Covid-19

### Championnats du Pacifique
- 1995 —  Premier
- 1996 —  Premier

### Universiades d'hiver
- 2009 —  Médaille d'or
- 2011 —  Médaille d'or
- 2013 —  Médaille d'or
- 2015 —  Deuxième
- 2017 —  Deuxième

### Classement mondial
| Année | Rang | Points | Progression |
| ----- | ---- | ------ | ----------- |
| 2003  | 1    | 1 800  | -           |
| 2004  | 1    | 3 000  | ±0          |
| 2005  | 1    | 2 960  | ±0          |
| 2006  | 1    | 2 970  | ±0          |
| 2007  | 1    | 2 980  | ±0          |
| 2008  | 1    | 2 950  | ±0          |
| 2009  | 2    | 2 930  | -1          |
| 2010  | 1    | 2 950  | +1          |
| 2011  | 2    | 2 930  | -1          |
| 2012  | 1    | 2 960  | +1          |

| Année      | Rang | Points | Progression |
| ---------- | ---- | ------ | ----------- |
| 2013       | 2    | 2 940  | -1          |
| Fév. 2014  | 1    | 2 960  | +1          |
| Avril 2014 | 1    | 4 160  | ±0          |
| 2015       | 1    | 3 840  | ±0          |
| 2016       | 2    | 3 520  | -1          |
| 2017       | 2    | 3 210  | ±0          |
| Fév. 2018  | 2    | 4 070  | ±0          |
| Avril 2018 | 2    | 4 060  | ±0          |
| 2019       | 2    | 3 730  | ±0          |
| 2020       | 2    | 3 450  | ±0          |
| 2021       | 2    | 3 210  | ±0          |
| 2022       | 1    | 4 160  | +1          |
| 2023       | 1    | 4 250  | ±0          |

## Équipe moins de 22 ans

### Coupe des nations
Cette compétition est également connue sous ses anciens noms, la Coupe Air Canada, Coupe des nations MLP et Coupe Meco.
- Médailles d'or  : Onze

- Médailles d'argent  : Deux

- Médaille de bronze   : Un

## Équipe moins de 18 ans

### Championnat du monde moins de 18 ans
L'équipe des moins de 18 ans a participé dès la première édition du championnat du monde pour cette catégorie.
- 2008 —  Deuxième
- 2009 —  Deuxième
- 2010 —  Champion
- 2011 —  Deuxième
- 2012 —  Champion
- 2013 —  Champion
- 2014 —  Champion
- 2015 —  Deuxième
- 2016 —  Deuxième
- 2017 —  Deuxième
- 2018 —  Troisième
- 2019 —  Champion
- 2020 —  Deuxième
- 2021 — Pas de compétition en raison de la pandémie de coronavirus